# Віталій Васильєв
Віталій Васильєв (5 червня 1973) — киргизький плавець.
Учасник Олімпійських Ігор 1996, 2008 років.